# Cirsium yatsu-alpicola
Cirsium yatsu-alpicola là một loài thực vật có hoa trong họ Cúc. Loài này được Kadota & Y.Amano mô tả khoa học đầu tiên năm 1991.